# Romanzo Criminale (Roman)
Romanzo Criminale (italienisch für „Kriminalroman“) ist ein Kriminalroman des italienischen Schriftstellers Giancarlo De Cataldo aus dem Jahr 2002. Er zeigt den Aufstieg und Fall einer Bande von Kriminellen, die zwischen den späten 1970er und frühen 1980er Jahren die organisierte Kriminalität in Rom beherrschen. Den Hintergrund bilden die „bleiernen Jahre“ in der Geschichte Italiens und die Verstrickungen von Staat und Politik in die Kriminalität. Der Roman beruht auf den realen Geschehnissen um die römische Magliana-Bande. Er wurde als Spielfilm (2005) und Fernsehserie (2008–2010) verfilmt. Die deutsche Übersetzung von Karin Fleischanderl veröffentlichte der Folio Verlag im Jahr 2010.

## Inhalt
Für einen großen Coup, die Entführung des Barons Rossellini schließen sich 1978 zwei Banden von Kleinkriminellen zusammen: die Bande Libaneses, zu der sein stets elegant gekleideter Jugendfreund Dandi, Satana und Scrocchiazeppi gehören, sowie die Bande Freddos, die aus Fierolocchio und den Zwillingsbrüdern Aldo und Ciro Buffoni besteht. Dazu gesellen sich Botola, der jähzornige Bufalo und Sorcio, die Maus. Die Gang firmiert als eine Gruppe von Gleichrangigen, doch in Wahrheit sind Libanese und Freddo ihre Köpfe, die dieselben hochfliegenden Pläne haben, eines Tages ganz Rom zu beherrschen. Sie einigen sich, das Lösegeld nicht aufzuteilen, sondern als Startkapital für den Einstieg in den Drogenhandel zu verwenden, und bauen über Mario il Sardo und seine Handlanger Trentadenardi und Ricotta Kontakte zur neapolitanischen Camorra auf.

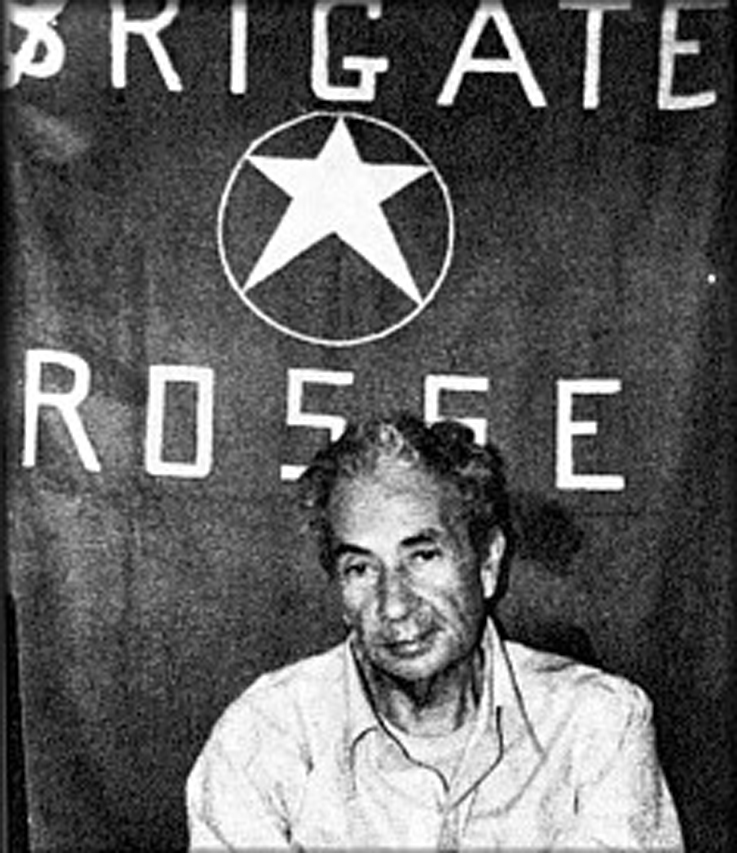
Aldo Moro in der Gefangenschaft der Roten Brigaden (1978)

Von Anfang an ermitteln Kommissar Scialoja und Staatsanwalt Borgia gegen die Bande. Doch in einer Zeit, in der sich ganz Italien dem Kampf gegen die Roten Brigaden verschrieben hat, erhalten sie für die Verfolgung gewöhnlicher Verbrecher kaum Unterstützung im Staatsapparat. Dies verstärkt sich noch nach der Entführung und Ermordung Aldo Moros. An der Suche nach dem Entführten beteiligt sich, im Auftrag der Camorra, auch Libaneses Bande, bis sie zurückgerufen wird, weil die Auftraggeber den ehemaligen Ministerpräsidenten lieber tot sehen wollen. Über die Prostituierte Patrizia, die Geliebte Dandis, kommt Scialoja der Bande erstmals auf die Spur. Doch auch der Kommissar verliebt sich in die unnahbare Schönheit, die fortan zwischen beiden Männern steht.

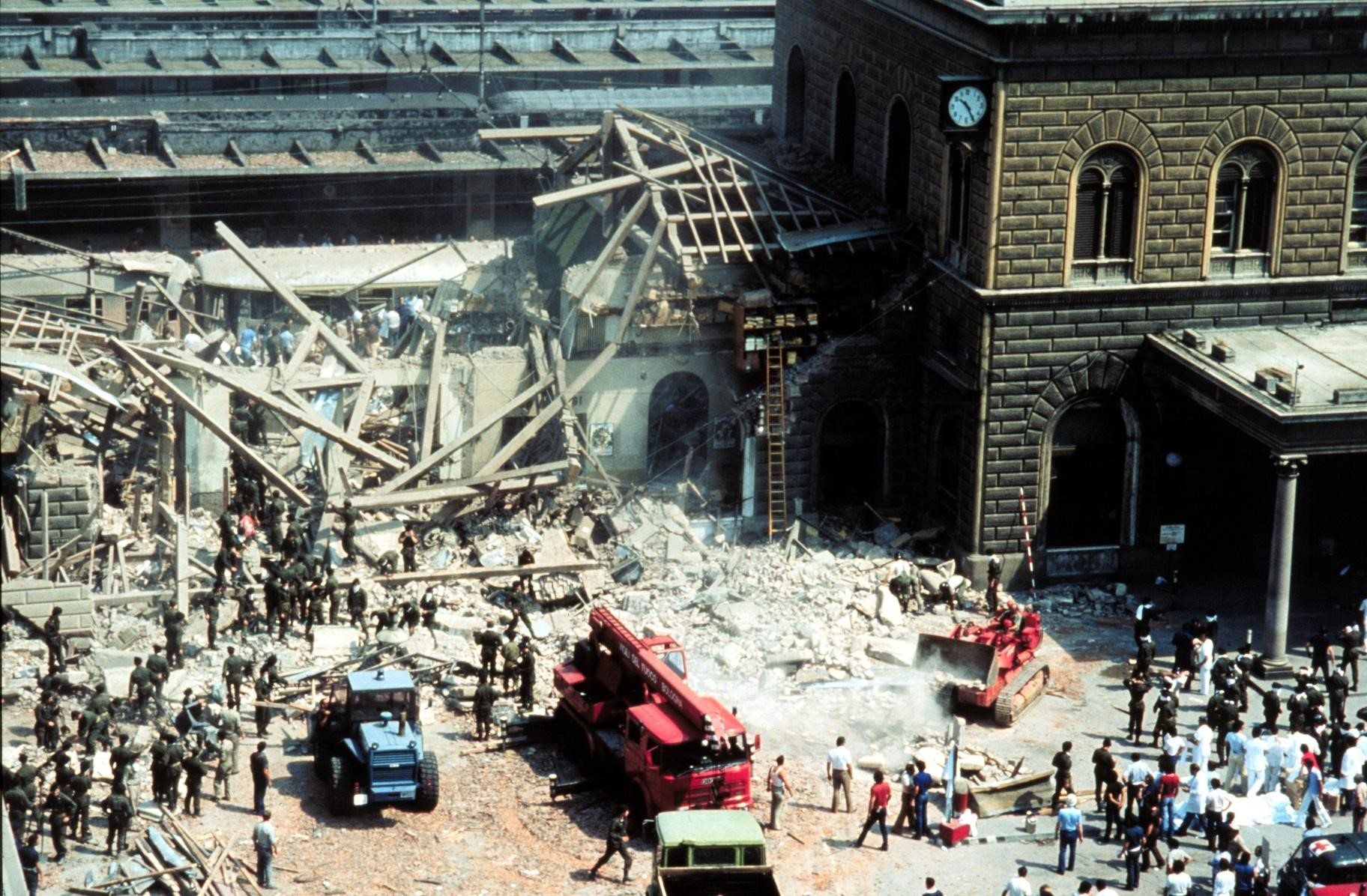
Anschlag von Bologna (1980)

Unter der Führung Libaneses weitet sich der Einfluss der Bande beständig aus. Sie eliminieren ihren Konkurrenten Terribile und knüpfen über Nembo Kid Kontakte zum Mafia-Paten Zio Carlo, über Nero zu den italienischen Neofaschisten und über die Agenten Zeta und Pigreco zum italienischen Geheimdienst, wo Vecchio, der „Alte“, im Verborgenen die Strippen zieht, die bis zum Anschlag von Bologna reichen. Freddo, dem die Freiheit der Bande über alles geht, verfolgt die Abhängigkeiten mit Skepsis. Doch Libanese zeigt Züge eines wachsenden Größenwahns. Die beiden zerstreiten sich über Libaneses Pläne, das Geld der Bande einzubehalten und dem Bankier Secco anzuvertrauen. Als Libanese sich großspurig weigert, Spielschulden bei den Gemito-Brüdern zu begleichen, scheint das Fass übergelaufen. Eines Abends im Jahr 1980 wird Libanese von einem vorbeifahrenden Motorradfahrer erschossen.
Der Tod ihres Anführers stürzt die Bande in eine Krise. Die Mafia erkennt Dandi als legitimen Nachfolger an. Dieser knüpft Kontakte zu neuen Lieferanten und entfernt sich mehr und mehr von den ursprünglichen Bandenmitgliedern, die sich um Freddo scharen, der den alten Prinzipien verhaftet bleibt und vor allem Rache an Libaneses Mördern nehmen will. Bei einem Mordanschlag auf Nicolito Gemito lässt Dandi seine Komplizen im Stich, woraufhin Bufalo und Ricotta festgenommen werden. Freddo sitzt mehrfach wegen kleinerer Delikte ein und verliert mehr und mehr die Kontrolle über die Bande, deren Einfluss in der Stadt schwindet. Nachdem er von Aldo Buffoni hintergangen wurde, bringt er seinen alten Freund um, was einen weiteren Keil in die Gemeinschaft treibt.
Im Jahr 1983 gelingt Scialoja endlich der große Schlag, und es ist Sorcio, die Maus, das unbedeutendste Mitglied der Bande, das durch seine Aussage für die Verhaftung seiner Komplizen sorgt. Nur Dandi entkommt der Festnahme, die sein Rivale Scialoja eigenhändig vornehmen will, wird aber im Folgejahr ebenfalls inhaftiert. Im Gefängnis sagt sich Freddo endgültig von der Bande los. Er sehnt sich nur noch nach einem Leben an der Seite seiner Freundin Roberta. Durch die Injektion von infiziertem Blut erkrankt er schwer und wird in ein Krankenhaus verlegt, aus dem er sich absetzt. Die meisten Bandenmitglieder werden zu langjährigen Haftstrafen verurteilt, nur Dandi und Botola kommen bereits 1987 wieder frei. Trentadenardi, der das Vermögen der Bande veruntreut hat, stellt sich der Polizei, doch die italienische Justiz schenkt Kronzeugen keinen Glauben. Der Anwalt Miglianico, ein Logenbruder Dandis, sorgt im Folgejahr dafür, dass das oberste Kassationsgericht sämtliche Urteile aufhebt und feststellt, es habe nie eine kriminelle Vereinigung gegeben.
Als Scialojas Ermittlung die Rolle Vecchios aufdeckt, macht Staatsanwalt Borgia einen Rückzieher und tastet die Immunität des Alten nicht an. Eine von Vecchio beauftragte Journalistin entlockt dem verbitterten Polizisten die Beschuldigung, dass der italienische Staat mit der Mafia Hand in Hand arbeite. Daraufhin wird er vom Dienst suspendiert. Scialoja distanziert sich nicht von seinen Aussagen und wird kaltgestellt. Doch so wie Vecchio ihn hat fallenlassen, baut er den jungen Mann, dessen unerschrockener Einsatz ihm stets imponiert hat, nach einem Herzinfarkt und der damit verbundenen Ahnung der Endlichkeit seines Wirkens wieder auf und macht ihn zum stellvertretenden Polizeipräfekten von Rom. 
Im Jahr 1990 hat sich Dandi weitgehend aus allen kriminellen Aktivitäten zurückgezogen und verdient sein Geld mit legalen Geschäften. Doch damit ist er für die Mafia verzichtbar geworden, und sie gibt grünes Licht für seine Ermordung. Scrocchiazeppi, der sich wie alle Bandenmitglieder der ersten Stunde von Dandi verraten fühlt, scheitert und wird seinerseits von Dandi getötet. Schließlich sind es Bufalo, Fierolocchio, Pischello und Ugolino, die ihren ehemaligen Boss gemeinsam umbringen. Dandi erhält ein großes Begräbnis in einer römischen Basilika unter Anteilnahme der gesellschaftlichen Elite der Stadt. Secco, der vom Bankier zum Strippenzieher und Nachfolger Dandis – auch in der Gunst Patrizias – aufgestiegen ist, setzt Gerüchte in die Luft, der Anschlag sei das Werk Freddos. Scialoja macht den Flüchtigen in Nicaragua ausfindig. Er wird nach Italien ausgeliefert, wo ihm mitsamt den verbliebenen Bandenmitgliedern abermals und dieses Mal endgültig der Prozess gemacht wird. Nach Vecchios Tod erhält Scialoja dessen Tagebuch, mit dem er Macht über die gesamte italienische Führungsriege besitzt. Er spürt Triumph beim Gedanken, dass er zukünftig das Spiel des Alten spielen wird, doch gleichzeitig auch einen Stich der Niederlage.

## Hintergrund
Romanzo Criminale beruht auf den realen Geschehnissen um die römische Magliana-Bande, die zwischen 1977 und 1983 das organisierte Verbrechen in Rom beherrschte und erstmals auf dem Boden der italienischen Hauptstadt eine Organisation im Stil der Mafia aufbaute. Die Bande unterhielt Geschäftsbeziehungen zu Mafia, Camorra, chinesischen und südamerikanischen Drogenhändlern, neofaschistischen Terroristen, geheimen Bruderschaften und Geheimdiensten. Auf den Höhepunkt ihres Erfolges folgte der abrupte Absturz, die Mitglieder tauchten unter, wurden ermordet oder inhaftiert.
Reale Vorbilder der Romanfiguren sind unter anderem:
- Franco Giuseppucci („Er Fornaretto“, später „Er Negro“) – Il Libanese
- Massimo Carminati – Il Nero
- Maurizio Abbatino („Crispino“) – Il Freddo
- Enrico De Pedis – Il Dandi
- Sabrina Minardi – Patrizia
- Marcello Colafigli („Marcellone“) – Bufalo
- Edoardo Toscano („Operaietto“) – Scrocchiazeppi
- Libero Mancone – Fierolocchio
- Antonio Mancini („L’Accattone“) – Ricotta
- Vittorio Carnovale – Ruggero Buffoni
- Franco Nicolini („Franchino er Criminale“) – Il Terribile
- Claudio Sicilia („Il Vesuviano“) – Trentadenari
- Nicolino Selis („Il Sardo“) – Il Sardo

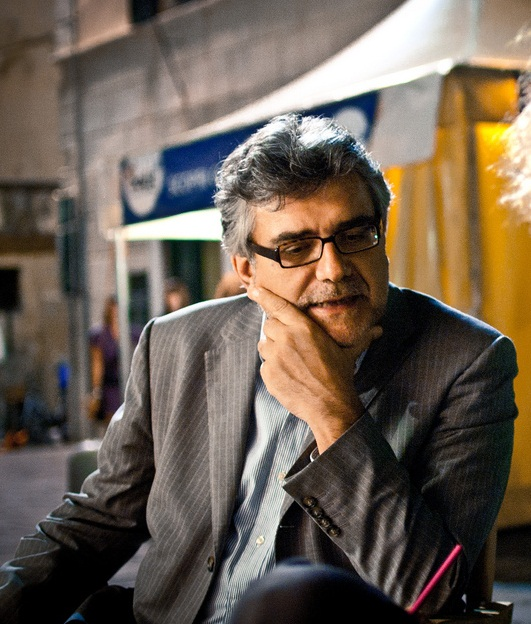
Giancarlo De Cataldo (2010)

Giancarlo De Cataldo, damals Richter am römischen Schwurgericht, leitete 1995 den Prozess gegen 69 Angeklagte der Magliana-Bande, die in Summe zu rund 500 Jahren Gefängnis verurteilt wurden. Er erklärte rückblickend: „Ich entschied mich als Autor dafür, diesen Prozess zu übernehmen, nicht als Richter.“ Nachdem er bereits zuvor einige Kriminalromane sowie Essays über seine Erfahrungen am Strafvollstreckungsgericht geschrieben hatte, fand er in der Geschichte der Magliana-Bande jenen Stoff, nach dem er lange gesucht hatte. Von 1996 an arbeitete er die Akten für seinen Roman auf, der schließlich im Jahr 2002 erschien. Er betonte: „Romanzo Criminale ist wirklich ein Roman. Auch wenn er von einer wahren Geschichte ausgeht, ist Romanzo Criminale sicher nicht die ‚wahre Geschichte der Maglianabande‘ – und hat dies zu keinem Zeitpunkt sein wollen.“ Stattdessen habe er „Namen geändert, Situationen und Verbrechen. Wenn in den Prozessakten festgehalten wurde, dass das Verbrechen in eine bestimmte Richtung ging, so habe ich es auf eine andere Weise erzählt, weil es ein Werk der Phantasie ist.“ Mit der Figur Il Vecchio habe er eine Idee des ehemaligen Staatspräsidenten Sandro Pertini personifiziert, der den linken wie rechten Terrorismus von einem geheimen Zentrum gesteuert sah, das er „Il Vecchio“ nannte.
In zwei späteren Werken kehrte De Cataldo zu Figuren aus Romanzo Criminale zurück: In dem 2007 erschienenen Roman Nelle mani giuste (deutsch: Schmutzige Hände, 2011) berichtet er von der Zeit des Kommissars Nicola Scialoja als Strippenzieher mit den Unterlagen Vecchios. Seine Geliebte Patrizia steht erneut zwischen zwei Männern. Der Roman umspannt die Jahre 1992 bis 1994, das Ende der Ersten Republik, den Zerfall der etablierten Parteien und den Aufstieg Silvio Berlusconis. Der Roman Io sono il Libanese aus dem Jahr 2012 (deutsch: Der König von Rom, 2013) ist die Vorgeschichte zu Romanzo Criminale und zeigt den Weg Libaneses in die Kriminalität. Gemeinsam mit  La forma della paura aus dem Jahr 2010 (deutsch: Zeit der Wut, 2012) bilden die Romane für Tobias Gohlis „eine Tetralogie der jüngsten italienischen Geschichte in ihren Verbrechen“.

## Rezeption
Laut Tobias Gohlis ist Romanzo Criminale „ein Monstrum von beinahe 600 eng bedruckten Seiten […], weit über 60 Figuren und etwa 12 Hauptfiguren“. Der Autor erzähle in einem Stil, der an den Neorealismus erinnere: „Es ist der Strom des Lebens, aufgenommen in Schwarz-Weiß, ruppig geschnitten, das übliche Hauen und Stechen.“ Die Kapitel und Sätze sind kurz, temporeich, atemlos. Häufig herrschen Dialoge vor, auf poetische Finessen wird weitgehend verzichtet. Es ist laut Andreas Förster „die Sprache der Protagonisten, die die Bilder entstehen lässt, eine kalte, brutale Sprache, in der es immer um Gewalt, Macht und Sex geht.“ Ambros Waibel erkennt das Vorbild James Ellroys: „Superbullen, Superkriminelle, Superprostituierte; mit expressionistischer Action-Lyrik versetzter Hyperrealismus; Genauigkeit im historischen Detail mit der Freiheit der Fiktion verschnitten. Alles stimmt, aber es ist nicht unbedingt wahr – denn es geht ja um Dinge, die nicht aufgeklärt sind“.
Für Isabella Pohl durchmisst der Roman „eine lange Ära italienischer Zeitgeschichte“ und handelt von der „Grauzone zwischen Staat und Antistaat“, der Strategie der Spannung, dem Staatsterrorismus. Die Lücken in der Geschichtsschreibung fülle De Cataldo mit einer „ominösen Stimme aus dem Off, die das Weltgeschehen lenkt“. Il Vecchio, der Alte, wacht über ein System, das an Kafkas Schloss erinnere. In diesem System seien Politiker reine Attrappen und kämen folgerichtig im Roman auch gar nicht vor. Dieser Vecchio ist für Ambros Waibel die Personifizierung des Antistaats: „ein Spieler, der die Ordnung immer wieder ins Chaos zurückwerfen will, weil allein dieses Chaos ihm seine Position als Puppenspieler, der alle Fäden in der Hand hält, garantiert“. Die Romanfigur spricht selbst von einer „anarchistischen Form der Kontrolle“. Laut ironischem Hinweis im Personenverzeichnis existiert sie überhaupt nicht. Es ist laut Tobias Gohlis „ein Qualitätsmerkmal von Kriminalliteratur, wie scharf sie seine Gestalt im Hohlspiegel der Verbrecher erkennbar werden lässt.“
Christina Höfferer liest Romanzo Criminale als ein detailgetreues Fresko Roms, in dem insbesondere die Prostituierte Patrizia als Metapher für die ewige Stadt diene: „Patrizia ist die römische Wölfin und der Kommissar Scialoja und der Kriminelle Dandi sind die Zwillinge, die die Wölfin nährt. Das Gute und das Böse.“ Dabei urteilt Richter De Cataldo nicht über seine Figuren:  „Er klagt sie nicht als Mörder und Verbrecher an, doch am Ende bezahlen alle. Alle sterben. Es gibt keine Gewinner, nur Verlierer“. Es ist eine „überwältigende Spannungskurve“, die für Isabella Pohl am Ende zum Untergang führt: „Gier und Angst spalten die Bande, bringen das System zum Kollabieren“. Andrea Camilleri nennt das Buch ein „gigantisches Fresko einer globalen Niederlage – nicht nur seiner Protagonisten, sondern unserer Gesellschaft insgesamt“.
Für Wieland Freund hat De Cataldo in Romanzo Criminale „den Mafia-Thriller gewissermaßen neu“ erfunden, da er der „großen Oper“ Mario Puzos ein „Dokumentarstück“ gegenübergestellt habe, das „eminent politisch“ sei und sich lese „wie der Totengesang auf Italiens erste Republik“. Maike Albath sprach von „einer sagenhaften Dreigroschenoper“, Isabella Pohl las einen „furiosen kriminologischen Gesellschaftsepos“. Für Tobias Gohlis ist der Roman „ein Schatz an bizarren Geschichten, Figuren, Verschwörungen und Alltagsszenen. Seine Haltung ist realistisch, aber auch ethnografisch und romantisch“. De Cataldo erläuterte: „Der Kriminalroman ist die realistische Literatur unserer Zeit.“
In Italien wurden von Romanzo Criminale über 400.000 Exemplare verkauft. Der Roman wurde 2003 mit dem Premio Giorgio Scerbanenco ausgezeichnet. Die französische Übersetzung gewann im Jahr 2006 den Prix du polar européen. In Deutschland stand Romanzo Criminale im August und September 2010 auf der KrimiWelt-Bestenliste.
Im Jahr 2005 verfilmte Michele Placido den Roman in einem italienischen Spielfilm mit Kim Rossi Stuart, Anna Mouglalis, Pierfrancesco Favino, Claudio Santamaria, Stefano Accorsi und Riccardo Scamarcio in den Hauptrollen. In den Jahren 2008 bis 2010 schloss sich eine italienische Fernsehserie mit 22 Episoden an. Unter der Regie von Stefano Sollima spielten unter anderem Francesco Montanari, Vinicio Marchioni, Alessandro Roja, Marco Bocci, Daniela Virgilio, Andrea Sartoretti und Antonio Gerardi.
Durch den Roman und seine Verfilmungen wurde die Magliana-Bande zu einem italienischen Mythos, dem auf Webseiten, T-Shirts und in Stadtführungen zu den Drehorten gehuldigt wird. Laut Tobias Gohlis ist es ihr „ergangen wie jeder großen Verbrecherorganisation: Die Tatsachen werden von Mythos und Fiktion überwuchert. Oder anders: Die Fiktion hat ihre eigene Wirklichkeit geschaffen.“

## Ausgaben
- Giancarlo De Cataldo: Romanzo criminale. Einaudi, Turin 2002, ISBN 88-06-16096-6.
- Giancarlo De Cataldo: Romanzo Criminale. Aus dem Italienischen von Karin Fleischanderl. Folio, Wien 2010, ISBN 978-3-85256-508-8.
- Giancarlo De Cataldo: Romanzo Criminale. Aus dem Italienischen von Karin Fleischanderl. Aufbau, Berlin 2012, ISBN 978-3-7466-2797-7.